# Liškov
Liškov je vesnice (původně od roku 1552 zvaná Bezděkov, pak Bezděkov-Liškov), část obce Čížkov v okrese Plzeň-jih v Plzeňském kraji. Nachází se asi čtyři kilometry jižně od Čížkova. Liškov je také název katastrálního území o rozloze 2,96 km².

## Historie
První písemná zmínka o vesnici pochází z roku 1552.

## Obyvatelstvo
| Rok            | 1869 | 1880 | 1890 | 1900 | 1910 | 1921 | 1930 | 1950 | 1961 | 1970 | 1980 | 1991 | 2001 | 2011 | 2021 |
| -------------- | ---- | ---- | ---- | ---- | ---- | ---- | ---- | ---- | ---- | ---- | ---- | ---- | ---- | ---- | ---- |
| Počet obyvatel | 254  | 257  | 206  | 201  | 228  | 211  | 211  | 135  | 117  | 85   | 52   | 35   | 28   | 42   | 37   |
| Počet domů     | 33   | 43   | 43   | 43   | 42   | 41   | 41   | 40   | 35   | 26   | 23   | 21   | 25   | 27   | 27   |

## Obecní správa
Při sčítání lidu v letech 1850–1960 Liškov byl samostatnou obcí, se kterým patřil nejprve do okresu Přeštice, ale v roce 1950 v okrese Blovice. V letech 1961–1985 byl částí obce Čečovice v okrese Plzeň-jih. Od 1. ledna 1986 je částí obce Čížkov v okrese Plzeň-jih.

## Galerie

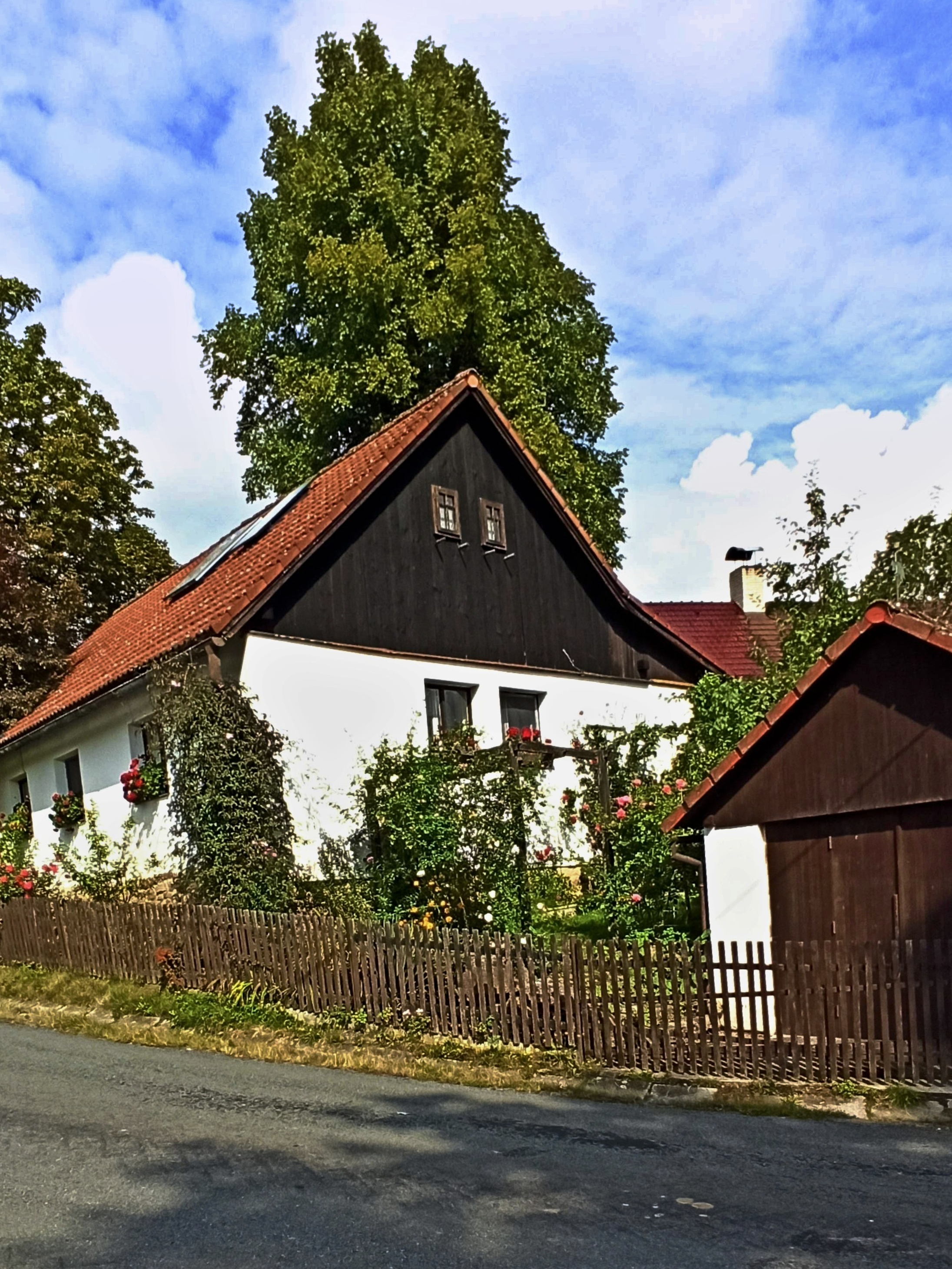
Venkovské stavení v Liškově
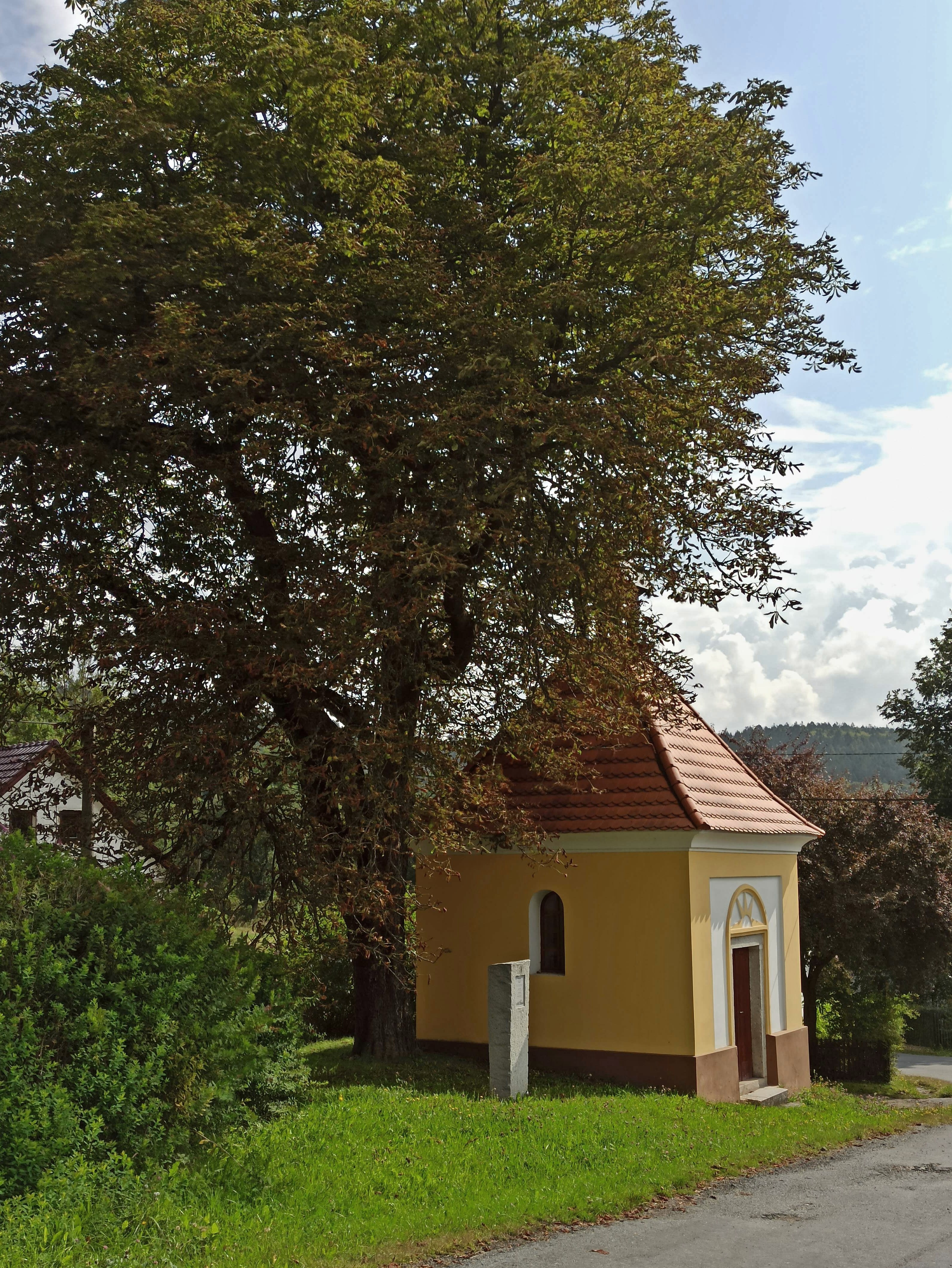
Kaplička se zvoničkou
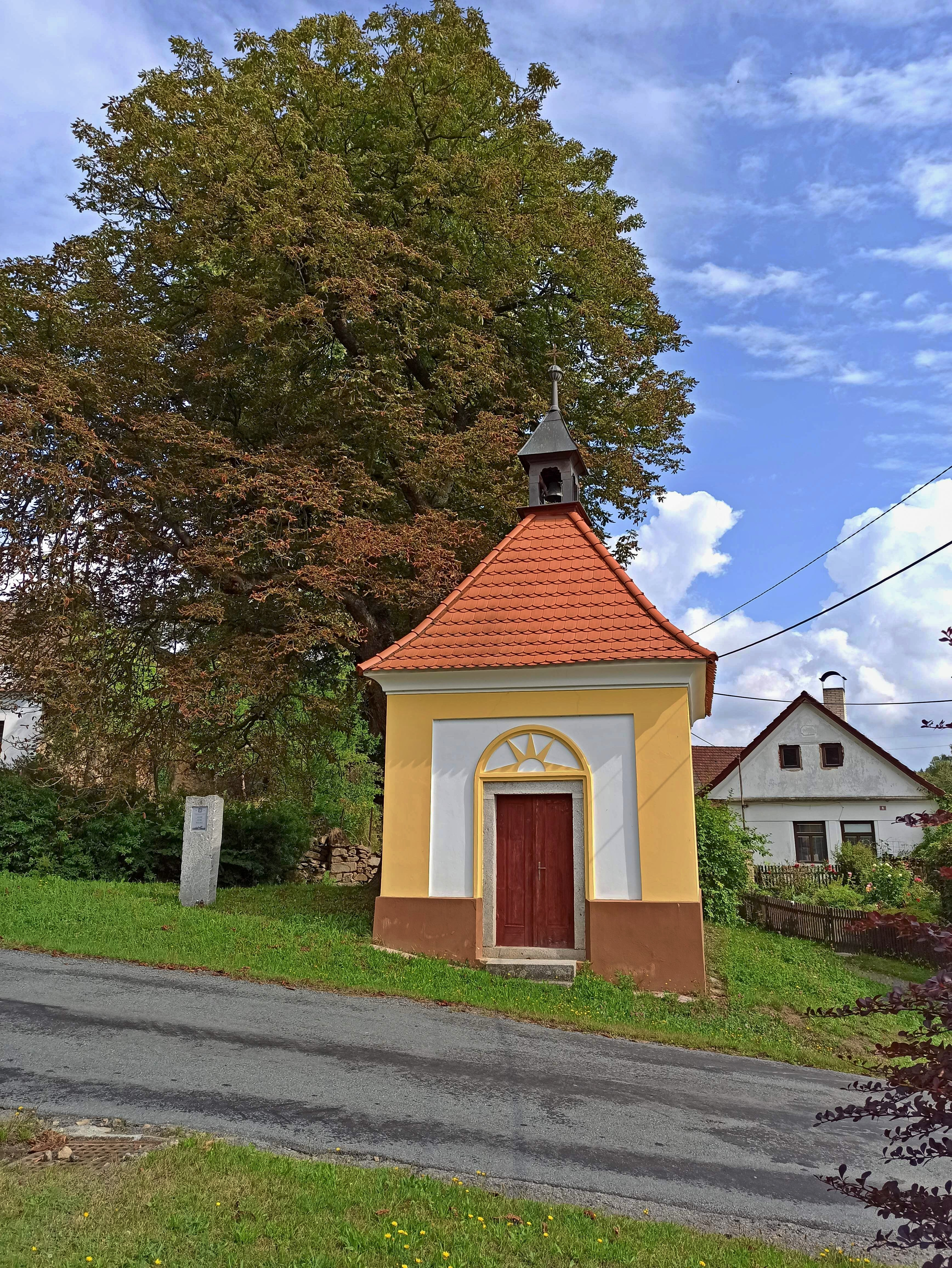
Kaple s kamenným památníkem obětem války (vlevo)